# Campeonato Maranhense de Futebol de 1921
O Campeonato Maranhense de Futebol de 1921 foi a 4º edição da divisão principal do campeonato estadual do Maranhão. O campeão foi o Fênix que conquistou seu 1º título na história da competição.

## Premiação
| Campeonato Maranhense de 1921 |
| São Luís                      |
| ----------------------------- |
| Fênix Campeão (1º título)     |